# Человек в рамке
«Челове́к в ра́мке» — сатирический мультипликационный фильм, который создал в 1966 году режиссёр Фёдор Хитрук.

## Сюжет
И вот в моём воображении вызревал этот образ человека, который превыше всего старался удержаться в рамках своего положения, и только благодаря этому он возвышался.— Хитрук Ф. С.
- 1. Встреча с жизнью
- 2. Первая должность
- 3. Заседание АБВГДЕЖЗкома
- 4. Минутная слабость
- 5. Дела людей
- 6. Крик о помощи
- 7. Конец бумажного человека

## Создатели
- Автор сценария и режиссёр: Фёдор Хитрук
- Художник-постановщик: Сергей Алимов
- Композитор: Борис Шнапер
- Редактор: Александр Тимофеевский
- Оператор: Борис Котов
- Звукооператор: Георгий Мартынюк
- Художники: Яна Вольская, Мария Мотрук, Леонид Носырев, Эдуард Назаров, Дмитрий Анпилов
- Ассистенты режиссёра: Нина Майорова, Е. Новосельская
- Директор картины: Анна Зорина

## Отзывы
Цитата из статьи:
Один из значительных сатирических образов советской графической мультипликации — образ «бумажного человека», созданный Ф. Хитруком в его мультфильме «Человек в рамке». Это яркий пример обобщённо-гротескового типа-маски. Это сатирическая маска человека, который возвёл самосохранение и карьеризм в наивысшую степень, подчинил ему всё своё гаденькое существование. Рамка, о которой он столь печётся и которая по мере его продвижения по лестнице чиновного преуспеяния становится всё внушительней и помпезней, выразительно олицетворяет его отъединённость от мира, его патологическое равнодушие к людям, его паническую боязнь живой жизни… Рамка становится всё величественнее и массивнее. Наконец она замуровывает его, погребая «бумажного человека» под собственной тяжестью. 
- Асенин С. В. Волшебники экрана: Оружие смеха. Комическое и фантастическое 3d-master.org

## Издания на Видео
- В 2002 году выпущен на VHS и компакт-дисках Video CD в 1 выпуске коллекции «Мастера Русской анимации» с английскими субтитрами, а далее — на DVD: Masters of Russian Animation Volume 1.[2]